# Limosina hackmani
Limosina hackmani är en tvåvingeart som beskrevs av Rohacek 1977. Limosina hackmani ingår i släktet Limosina och familjen hoppflugor.
Artens utbredningsområde är Finland. Inga underarter finns listade i Catalogue of Life.